# Натан Герроу
Натан Герроу (англ. Nathan Garrow, нар. 29 листопада 2004) — новозеландський футболіст південноафриканського походження, воротар «Окленд Сіті».

## Клубна кар'єра
Вихованець клубу «Баклендс-Біч», з якого у березні 2021 року перейшов у «Манукау Юнайтед» з Національної ліги. Провівши більшу частину сезону на лаві запасних, Гарроу дебютував за нову команду 9 квітня 2022 року в матчі проти «Норт Шор Юнайтед» (0:2). Загалом того сезону він провів 11 ігор і пропустив 23 голи.
У березні 2023 року він перейшов до клубу «Бей Олімпік», де отримав більше ігрового часу і провів за сезон 16 ігор, пропустивши 39 голів.
На початку 2024 року Натан став гравцем клубу «Окленд Юнайтед», де провів пів року, а у вересні уклав контракт з чинним чемпіоном, клубом «Окленд Сіті». Герроу зіграв за них чотири матчі у фінальній фазі Національної ліги, вигравши з командою титул чемпіонат Нової Зеландії. Наступного року він вигравав з оклендцями Лігу чемпіонів ОФК, а у червні 2025 року Герроу був включений до заявки команди на клубний чемпіонат світу 2025 року у США. На турнірі 24 червня він забив гол у власні ворота у матчі проти аргентинського клубу «Бока Хуніорс», тим не менш команда здобула нічию 1:1. Для «Окленд Сіті» це був перший непрограний матч на турнірі з 2014 року.

## Досягнення
- Чемпіонат Нової Зеландії:
  -  Чемпіон (1): 2024

- Ліга чемпіонів ОФК:
  -  Переможець (1): 2025